# Zaķusala
Zaķusala est l'une des îles sédimentaires sur la Daugava en Lettonie. Administrativement elle fait partie de la commune de Riga et de son arrondissement Salas. Elle se situe sur le segment entre Katlakalns et le Vieux Riga. Sa longueur est de 3,5 km pour une largeur comprise entre 100 et 300 m. 

## Formation

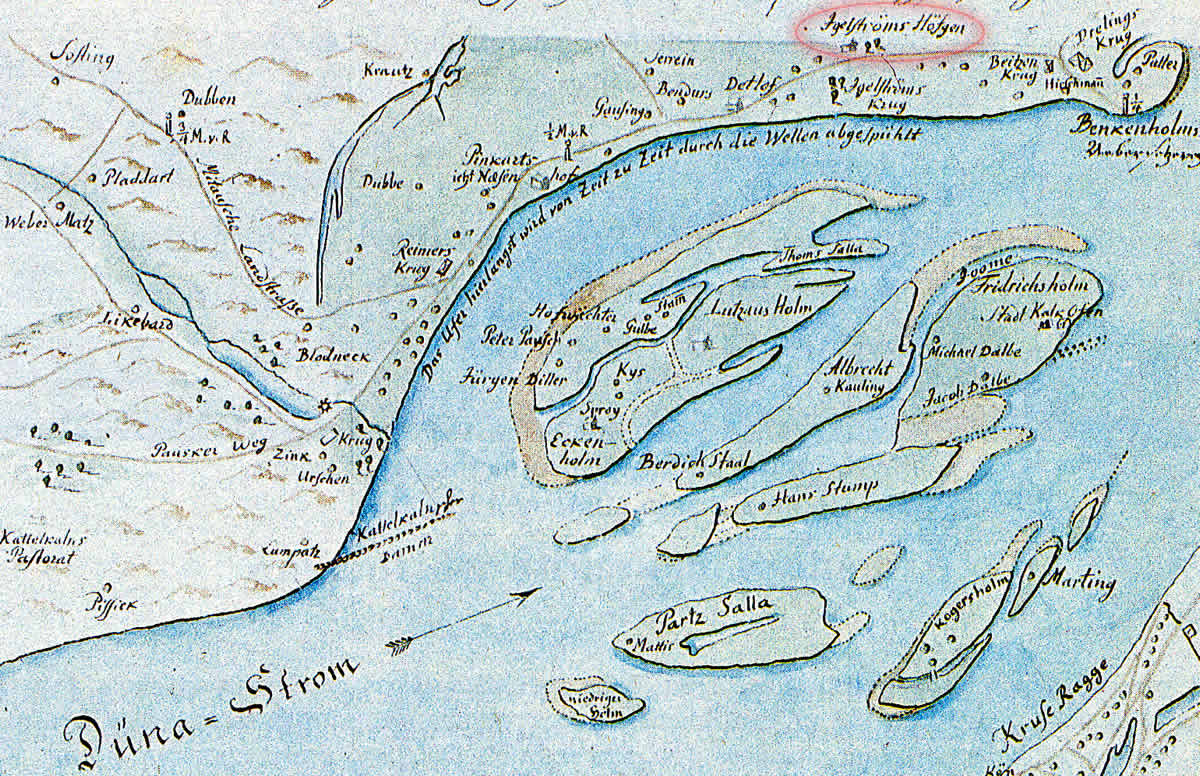
Lucavsala, Frīdrihsala et d'autres îles de la Daugava par Johann Christoph Brotze (1742-1823).

L'île s'est formée après la fusion des îles: Frīdrihsala, Miroņu sala et Zaļais sēklis au XIXe siècle. Sa formation a commencé après la création de la voie de navigation sur Daugava. Zaķusala est une île qui grandit. Si en 1901, sa longueur était de 1 600 m, en 2000 celle-ci a atteint 3 600 m.
Frīdrihsala (île de Frédérique) était noté dans les documents datant de 1621. Elle s'étendait sur 1,2 km.
Miroņu sala (île des Morts) est apparu autour de 1785. Elle a reçu son nom à cause de nombreux corps de naufragés qui s'y échouaient à l'époque.
Zaļais sēklis (la sèche verte) s'est formée à partir du petit îlot Mušu sala (île des mouches) en face de Lucavsala au milieu de la Daugava. C'est la zone la plus basse de l'actuelle Zaķusala.

## Histoire

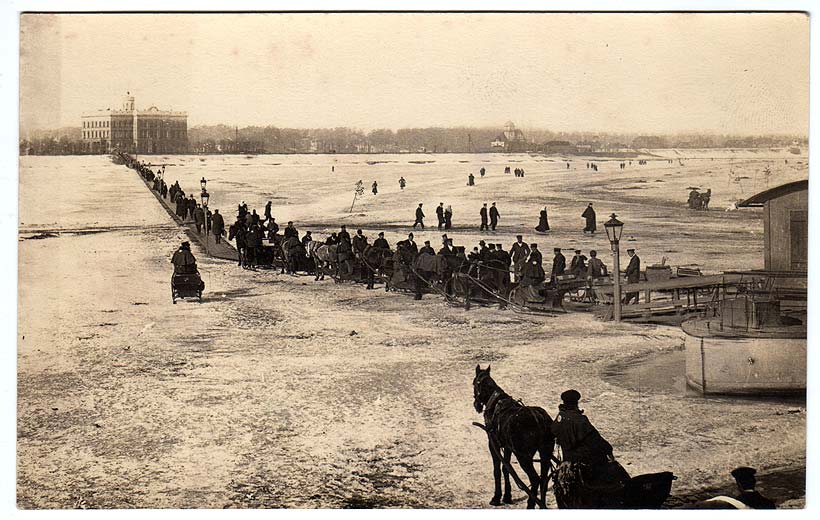
Traversée de la Daugava gelée en 1900-1918.

Frīdrihsala, l'une des îles qui constituent Zaķusala, était la plus ancienne île habitée sur la Daugava, avec 8 habitations et une usine de traitement des roches calcaires au XVIIe siècle, tout ça fut anéantie lors de l'épidémie de peste en 1710. Puis, la population s'est élevée jusqu'à 17 familles en 1788.
Au XIXe siècle, on y comptait 49 habitations, deux scieries et deux magasins. L'année 1898 fut marquée par la création des deux puits. 
Au début du XXe siècle, Zaķusala jouait un rôle important dans la vie des pêcheurs et radeliers. Il s'était formé ici un ensemble architectural constitué de petites maisons individuelles, sans étage, en rondins de bois, dont on distinguait le quartier de Zaķusala et celui de Frīdrihsala (appelée aussi quartier de Jumprava), situés respectivement sur la rive du même nom au nord-oust et au sud-ouest de l'île. Les petites embarcations assuraient à cette époque la traversée de la Daugava. En hiver, elle s'effectuait en traineaux sur la glace. Il s'y trouvait également une entreprise de construction de bateaux „Štrauhs un Krūmiņš”.
L'île fut reliée aux deux rives de Riga par le pont Salu tilts construit en 1976.
En 1986, dans la partie constructible de l'île on a érigé la tour de télévision de Riga, en détruisant au passage toute la construction historique dans ses environs. Tous les pêcheurs ont été relogés dans les appartements des nouveaux raions de Riga, principalement à Ķengarags.
En hiver 1991, lors des événements de janvier, on a construit les barricades au pied du bâtiment de la télévision, avec derrière une foule de défenseurs de liberté lettonne, mais les affrontements ont eu lieu ailleurs dans la capitale. Depuis ce temps, chaque année, on organise ici la nuit de commémoration, en allumant un grand feu et en reconstruisant les barricades symboliques. Un mémorial a été inauguré, représentant deux yeux tournés vers le ciel, dit "les yeux des barricades".